# Лаврушкин, Валерий Павлович
Валерий Павлович Лаврушкин (род. 17 марта 1945, Ступино) — советский конькобежец, участник зимних Олимпийских игр 1968 и 1972 годов, 3-кратный чемпион СССР (1969 - 1971) и бронзовый призер чемпионатов СССР (1973) в классическое многоборье, чемпион СССР (1969, 1971 - 1500 м, 1966, 1969-1971 - 5000 м, 1969-1971 - 10000 м) и бронзовый призёр (1970 - 1500 м, 1972, 1974 - 5000 м). Мастер спорта СССР международного класса. Заслуженный тренер СССР (1984) Выступал за СДСО "Буревестник" (Москва).

## Биография
Валерий Лаврушкин родился в селе Ступино Ефремовского района Тульской области.  
После переезда в Москву с семьёй в возрасте одного года, жил в Сокольниках. С раннего детства катался по улицам и тротуарам на обыкновенных «снегурочках» привязанных к валенкам верёвками. В1956 году 11-летний Валерий записался в секцию конькобежного спорта, где первым его учителем был Владимир Киндяков, который также привил ему и любовь к занятиям велоспортом.  
Во время прохождения службы в армии в начале 60-х Валерий тренировался у Александра Степановича Люскина и Трошина в ЦСКА.
В 1963 году юный спортсмен завоевал звание чемпиона столицы среди юношей. В 1964 году поступил в Московский технологический институт пищевой промышленности, где познакомился со своим будущим тренером Людмилой Марковной Перель.
В январе 1966 года Лаврушкин стал абсолютным чемпионом Спартакиады Москвы и выполнил норматив мастера спорта. Он впервые заявил о себе на 2-й зимней Спартакиаде народов СССР в марте, когда выиграл бег на 5000 метров. В феврале 1967 года он стал второй год подряд чемпионом Москвы и победителем 2-й зимней Спартакиады профсоюзов и показал время, близкое к олимпийскому рекорду в забеге на 10 000 метров — 16 минут 6,0 секунды.
В сборную команду СССР он попал в 1968 году  и его взяли на чемпионат Европы, где в забеге на 10 000 метров занял лучшее пятое место с личным и рекордом СССР - 15:41,6 сек, а в сумме многоборья занял 10-е место. В феврале дебютировал на зимних Олимпийских играх в Гренобле, где стал 10-м и 9-м на 5000 и 10000 метров соответственно. Ещё через две недели стартовал на чемпионате мира в Гётеборге, заняв только 19-е место в сумме многоборья.
Победой студента Лаврушкина закончился чемпионат СССР в классическом многоборье 1969 года. Он одержал три победы на дистанциях 1500, 5000 и 10 000 метров. Также в том году он выиграл чемпионат РСФСР, а на международном уровне стал 13-м на европейском первенстве и 17-м на мировом чемпионате. В конце сезона выиграл Универсиаду в Ленинграде спортобщества "Буревестник".
В январе 1970 года Валерий выиграл в упорной борьбе с Юрием Юмашевым чемпионат СССР во второй раз. Всё решалось на последней дистанции 10 000 метров. Юмашеву надо было выиграть 30 метров, чтобы опередить Лаврушкина. Бег проходил с исключительной остротой. Победил Юмашев, выиграв 15 метров, но по сумме очков чемпионом стал Лаврушкин. В марте на IV зимней Спартакиаде народов РСФСР он выиграл дистанцию 5000 метров. На 6-й зимней Универсиаде в Рованиеми Лаврушкин выиграл серебряные медали в забегах на 1500 и 10000 метров и бронзовую на 5000 метров.
В 1971 году Валерий в третий раз стал чемпионом СССР в классическом многоборье, одержав победы на 1500, 5000 и 10 000 метров. В том же марте выиграл 7-ю зимнюю Спартакиаду профсоюзов СССР в абсолютном зачёте. Он был участником чемпионатов мира в классическом многоборье в 1968—1970 годах и 1972 и 1973 годах.
17 января 1972 года на предолимпийских соревнованиях в швейцарском Давосе Лаврушкин установил новый рекорд СССР в беге на 3000 метров - 4:21,0 сек. Там же на чемпионате Европы финишировал в многоборье на 9-м месте. На зимних Олимпийских играх в Саппоро показал 7-й результат на 5000 м и был 5-м на 10000 м. На чемпионате мира 1972 года показал лучший результат (8-е место). На 7-й зимней Универсиаде в Лейк-Плэсиде Валерий выиграл серебряные медали в забегах на 3000 и 5000 метров и золотую на 1500 метров. 
В 1973 году 27-летний спортсмен стал бронзовым призёром чемпионата СССР в классическом многоборье, а через год занял 5-е место в абсолютном зачёте. В том же 1974 году на 7-й Спартакиаде Москвы стал чемпионом. В 1975 году выиграл 7-ю Спартакиаду профсоюзов СССР в забеге на 10 000 метров. В 1976 году завершил карьеру спортсмена.
После спортивной карьеры работал старшим тренером сборной команды СССР среди юниоров.